# Bảo tàng Độc lập
Bảo tàng Độc lập (tiếng Ba Lan: Muzeum Niepodległości) là một bảo tàng ở Warsaw, Ba Lan. Bảo tàng được thành lập vào ngày 30 tháng 1 năm 1990 với tư cách là một Bảo tàng Lịch sử của các phong trào xã hội và độc lập Ba Lan và nằm trong Cung điện Przebendowski cũ tại al. "Đoàn kết" 62, và bảo tàng cũng có những chi nhánh như sau:
- Bảo tàng X Pavilion tại Thành cổ Warsaw
- Bảo tàng nhà tù
- Lăng đấu tranh và tử đạo

Trụ sở của bảo tàng được thành lập bởi Bộ Văn hóa và Nghệ thuật nằm trong Cung điện Przebendowski, nơi trước đây là Bảo tàng Vladimir Lenin (1955-1989).
Bảo tàng bao gồm các hiện vật lịch sử trong các trận chiến Ba Lan và khát vọng độc lập từ Cuộc nổi dậy Kościuszko cho đến thời hiện đại.
Năm 1991, bảo tàng đã nhận được tên gọi hiện tại của nó. Năm 1992, Bảo tàng Độc lập đã nhận được tư cách là một Viện Văn hóa Quốc gia. Từ 1990 đến 2009, giám đốc của bảo tàng là Andrzej Stawarz. Hiện tại giám đốc của bảo tàng là T. Skoczek.